# Burgaw
Burgaw ist eine Town im US-Bundesstaat North Carolina. Sie ist Verwaltungssitz des Pender County.

## Geschichte
Auf dem Gebiet der heutigen Kleinstadt bestand vor ihrer Gründung lediglich eine kleine Handelsstation an einer Kreuzung. Burgaw entstand als Eisenbahnstadt, deren frühe Entwicklung auf der Tätigkeit der Wilmington & Raleigh Railroad Company begründet ist. Die Eisenbahngesellschaft wurde später in Wilmington and Weldon Railroad umbenannt.
Im Oktober 1836 begannen die Arbeiten an der Eisenbahnstrecke zwischen Raleigh und Wilmington. Zum Zeitpunkt ihrer Fertigstellung am 7. März 1840 war sie mit 260 km die längste Eisenbahnstrecke der Welt.
Erster Name des Ortes war Cypress Grove. Seit Januar 1854 nannte das United States Post Office Department ihn Burgaw Depot. Das Depot ist das älteste in North Carolina. Im Sezessionskrieg hatte es eine gewisse Bedeutung als Versorgungsstation der Confederate States Army. Es wurde von Kavallerie der Nordstaaten teilweise niedergebrannt. Niederlagen in Fort Fisher und Wilmington 1865 veranlassten die Befehlshaber der Armee der Konföderierten Staaten, im Burgaw Depot ein Hauptquartier einzurichten. Auch diente die Station im Februar 1865 eine Woche lang als Kriegsgefangenenlager, bis die Verhandlungen über einen Gefangenenaustausch abgeschlossen waren.
Pender County wurde im Februar 1875 vom New Hanover County abgespalten und wurde zum letzten der 100 Countys in North Carolina. Am 6. Februar 1876 erhielt die Verwaltungseinheit von der Eisenbahngesellschaft Land für den Aufbau der Stadt mit Courthouse. Etwa drei Jahre später, am 25. Februar 1879, wurde Burgaw Depot kommunalrechtlich eine Gemeinde (Town). Zum 8. Dezember desselben Jahres wurde der Name von Burgaw Depot in Burgaw geändert.
Die Stadt verfügt heute mit dem Pender Memorial Hospital über ein Krankenhaus und mehrere Bildungseinrichtungen. Zu letzteren gehören die Burgaw Elementary School, die Burgaw Middle School, die Pender High School und eine Außenstelle des Cape Fear Community College.
Seit 1978 findet alljährlich das Spring Fest (Frühlingsfest) statt. Das Blueberry Festival ist seit 2004 die zweite große jährliche Veranstaltung in Burgaw.

## Bevölkerung
Zur Volkszählung 2000 lebten in Burgaw 3337 Menschen in 954 Haushalten und 649 Familien. Ethnisch betrachtet setzt sich die Bevölkerung aus 51,21 % weißer Bevölkerung, 44,89 % Afroamerikanern, 0,69 % Amerikanischen Ureinwohnern, 0,12 % asiatischen Amerikanern, sowie anderen kleineren oder mehreren Gruppen zusammen. 4,50 Prozent der Einwohner zählen sich zu den Hispanics.
In 33,9 % der 954 Haushalte leben Kinder unter 18 Jahren, in 42,7 % leben verheiratete Ehepaare, in 22,2 % leben weibliche Singles und 31,9 % sind keine familiären Haushalte. 28,6 % aller Haushalte bestehen ausschließlich aus einer einzelnen Person und in 13,2 % leben Alleinstehende über 65 Jahre. Die durchschnittliche Haushaltsgröße liegt bei 2,39, die von Familien bei 2,93. Der das Alter betreffende Median beträgt 37 Jahre.

## Persönlichkeiten
- Graham Arthur Barden (1896–1967), Politiker
- O’Bryan (* 1961), Sänger